# Trường Đại học Tài chính – Kế toán
Trường Đại học Tài chính – Kế toán (tiếng Anh: University of Finance and Accountancy) là một trường đại học chuyên ngành về kinh tế với hai ngành trọng điểm là Tài chính - Ngân hàng và Kế toán. Trường trực thuộc Bộ Tài chính đóng trên địa bàn tỉnh Quảng Ngãi, đã đào tạo và bồi dưỡng đội ngũ cán bộ Tài chính cho hệ thống Ngành Tài chính và các Ngành kinh tế quốc dân, của các thành phần kinh tế của khu vực Miền Trung Trung bộ và Tây Nguyên.
Tiền thân là Trường Trung học Tài chính Kế toán III (KT3 - năm 1976), Trường Cao đẳng Tài chính - Kế toán Quảng Ngãi (1997), Trường Đại học Tài chính – Kế toán (2011).
Được thành lập từ 1976, sau quá trình hình thành và phát triển, đến năm 2012 trường chính thức bắt đầu đào tạo bậc Đại học và đến năm 2017 trường chính thức đào tạo Thạc sĩ.

## Chi nhánh
- Phân hiệu được thành lập theo Quyết định của Bộ Giáo dục và Đào tạo, công bố vào ngày 18 tháng 3 năm 2018. Phân hiệu tọa lạc tại đường Phạm Văn Đồng, quận Thuận Hóa, thành phố Huế.[2]
- Phân hiệu có nhiệm vụ đào tạo nhân lực trình độ đại học và sau đại học trong lĩnh vực kinh doanh và quản lý tài chính – kế toán, nhằm đáp ứng nhu cầu phát triển nguồn nhân lực có chất lượng cho khu vực miền Trung - Tây Nguyên.[2]
- Việc thành lập phân hiệu tại Huế nhằm tạo điều kiện thuận lợi cho người dân khu vực miền Trung - Tây Nguyên tiếp cận giáo dục đại học, giảm chi phí học tập và góp phần cân bằng phân bổ lực lượng lao động có chuyên môn giữa các vùng miền.[2]